# 小行星20415
小行星20415（20415 Amandalu）是一颗绕太阳运转的小行星，为主小行星带小行星。该小行星于1998年9月14日发现。

## 轨道参数
小行星20415的轨道半长轴为2.2328729 UA，离心率为0.135。